# Атиену
Атиѐну (на гръцки: Αθηένου) е село в Кипър, окръг Ларнака. Според статистическата служба на Република Кипър през 2001 г. селото има 4261 жители.
Намира се на територията на зелената линия, охранявана от Мироопазващите сили на ООН.